# شبدر ترشک صورتی
شبدر ترشک صورتی (نام علمی: Oxalis articulata) نام یک گونه از سرده شبدر ترشک است.

## نگارخانه

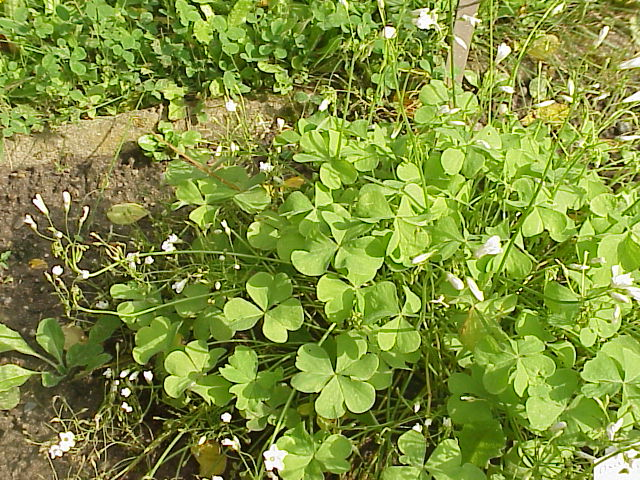
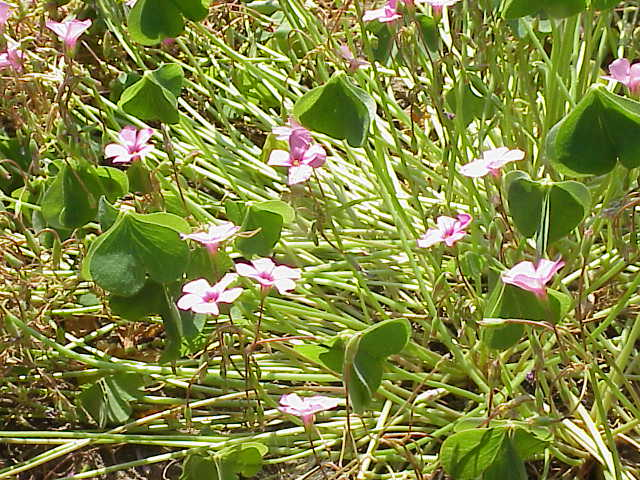